# Andrena macswaini
Andrena macswaini là một loài Hymenoptera trong họ Andrenidae. Loài này được Linsley mô tả khoa học năm 1960.